# Sản phẩm động vật

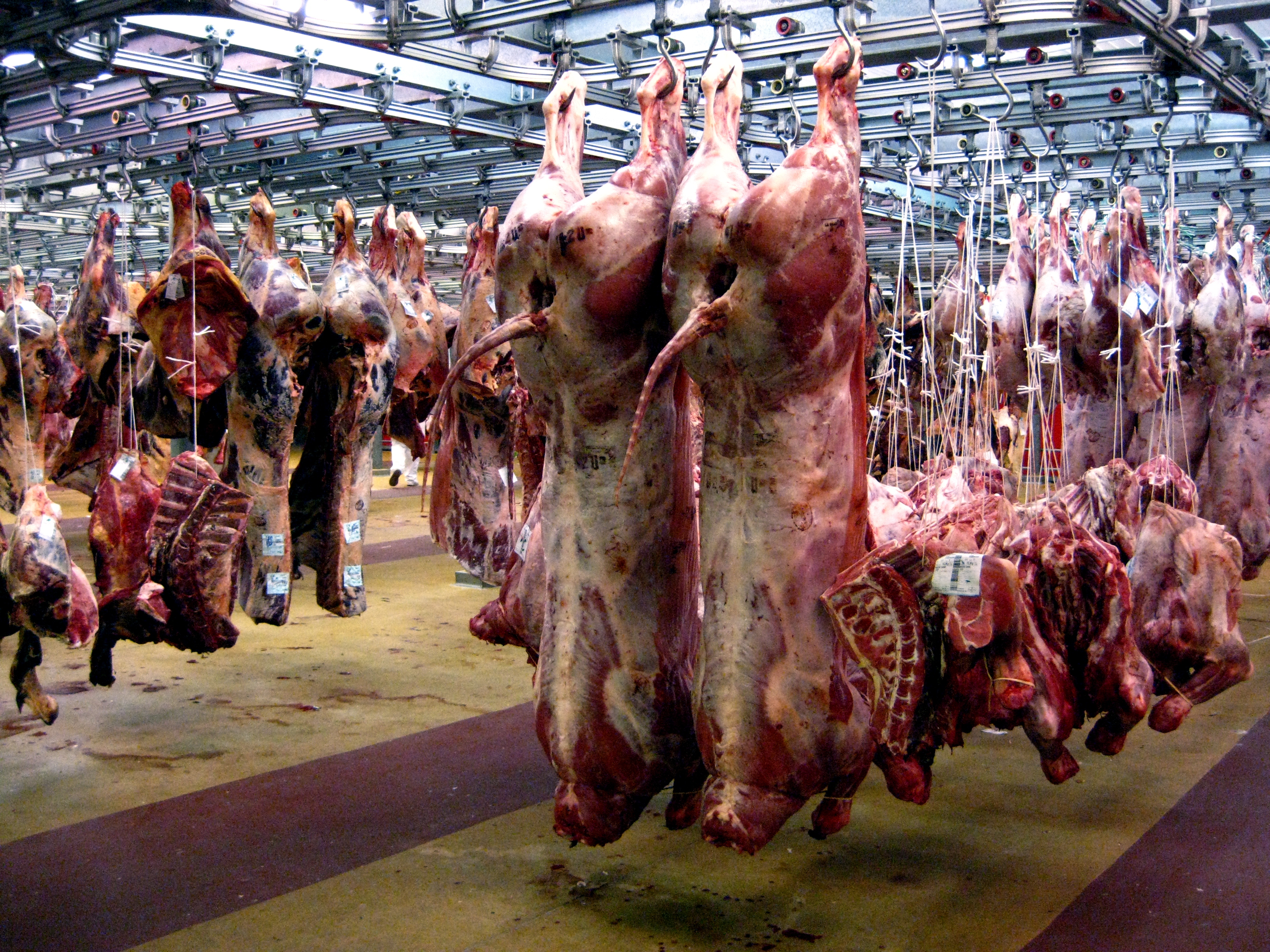
Thịt, có lẽ là một trong những sản phẩm động vật quan trọng bậc nhất đối với con người

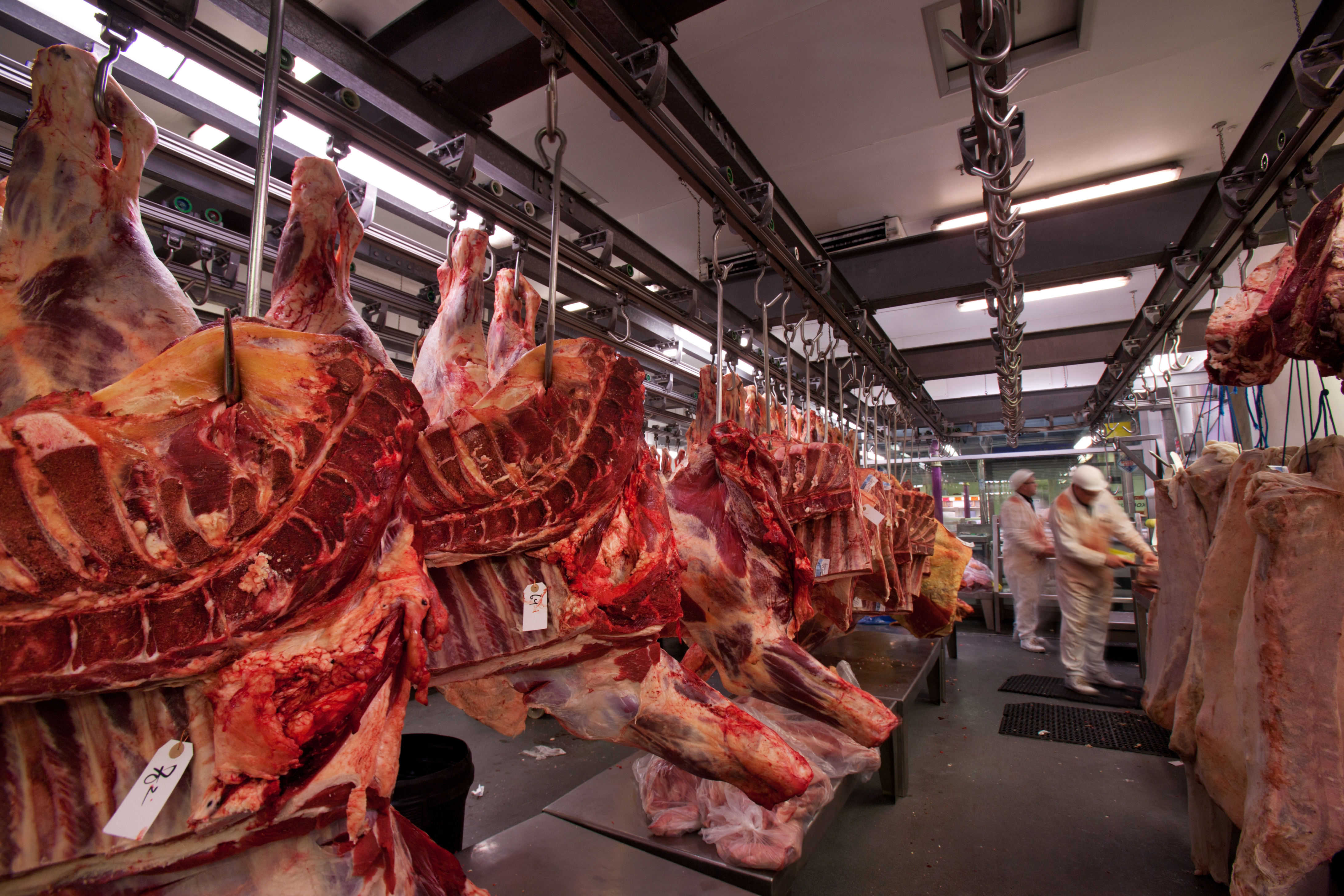
Kho trữ thịt ở Luân Đôn

Sản phẩm động vật hay còn gọi là dẫn xuất động vật là bất kỳ nguyên vật liệu nào có nguồn gốc từ cơ thể của một con vật. Trong sản xuất, kinh doanh, lưu thông, sản phẩm động vật được hiểu là các loại sản phẩm có nguồn gốc từ động vật, bao gồm: Sản phẩm động vật trên cạn gồm thịt, trứng, sữa, mật ong, sáp ong, sữa ong chúa, tinh dịch, phôi động vật, huyết, nội tạng, da, lông, xương, sừng, ngà, móng, vuốt, nanh và các sản phẩm khác có nguồn gốc từ động vật trên cạn. Và Sản phẩm động vật thủy sản là động vật thủy sản đã qua sơ chế hoặc chế biến ở dạng nguyên con, phôi, trứng, tinh dịch và các sản phẩm khác có nguồn gốc từ động vật thủy sản.
Thông thường, sản phẩm từ động vật hóa thạch hoặc phân hoá, chẳng hạn như dầu mỏ được hình thành từ những tàn tích cổ xưa của động vật biển, không được xem là sản phẩm động vật. Các loại cây trồng trong đất được bón từ phân vật nuôi vẫn hiếm khi được mô tả như sản phẩm động vật. Một số chế độ ăn cấm gồm cả sản phẩm động vật, gồm có ăn chay, luật kashrut và halal. Các chế độ ăn khác, như chủ nghĩa thuần chay và chay sống, không bao gồm bất kỳ vật liệu nào có nguồn gốc động vật. Trong tác phẩm Animal Ingredients A to Z (2004) và Veganissimo A to Z (2013) cho một danh sách nguyên liệu có thể là bắt nguồn từ động vật.
Trong khi những người theo chế độ ăn thuần nchay nói chung sẽ kiêng sử dụng sản phẩm động vật, nhưng có nhiều cách mà những sản phẩm từ động vật được sử dụng, và khác biệt trên từng cá nhân và tổ chức thừa nhận họ theo Chủ nghĩa thuần chay, họ có lẽ sử một số lượng sản phẩm từ động vật một cách giới hạn bởi vì triết lý, ý nghĩa hoặc những lo lắng khác. Triết gia Gary Steiner tranh luận rằng, việc trở thành một người ăn chay hoàn toàn và sống chay hoàn toàn là không thể, bởi vì việc sử dụng động vật và sản phẩm từ động vật đã "đi sâu và không thể xóa bỏ khỏi xã hội loài người".

## Các sản phẩm

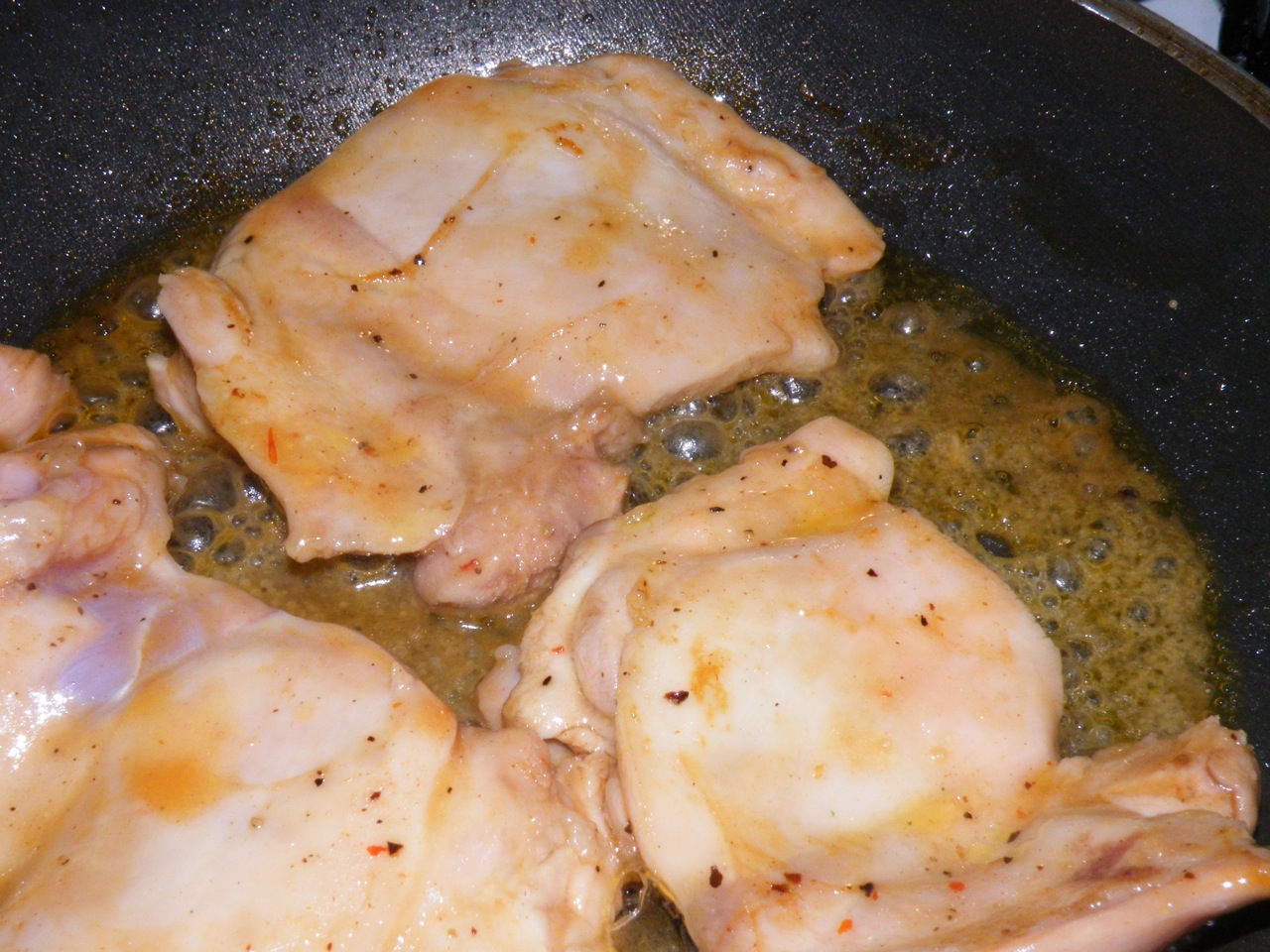
Thịt gà, một sản phẩm động vật phổ biến

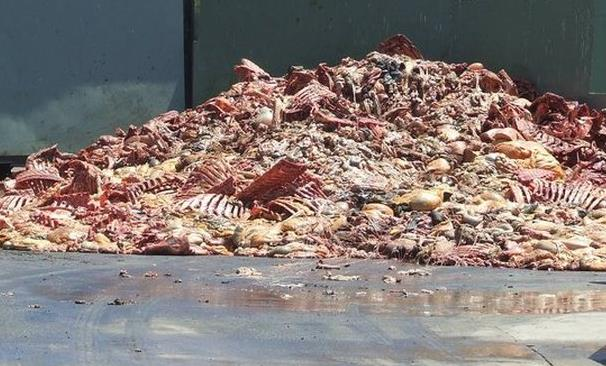
Phụ phẩm thịt thừa trong lò mổ

- Thịt, nội tạng, phủ tạng, phụ phẩm, phế phẩm và sản phẩm từ thịt, phủ tạng, phụ phẩm của động vật ở dạng tươi sống, hun khói, phơi khô, sấy, ướp muối, đông lạnh, đóng hộp.
- Lạp xường, gan xay (patê), xúc xích, giăm bông (thịt nguội), thịt muối, mỡ (mỡ động vật) và các sản phẩm động vật khác ở dạng sơ chế, chế biến.
- Sữa tươi, sữa chua, bơ, pho mát (phô-mai), sữa hộp, sữa bánh và các sản phẩm từ sữa.
- Trứng tươi, trứng muối, bột trứng và các sản phẩm từ trứng.
- Trứng gia cầm giống, trứng tằm, phôi động vật, tinh dịch.
- Bột thịt, bột xương, bột huyết, bột lông vũ và các sản phẩm động vật khác ở dạng nguyên liệu, thức ăn gia súc, thức ăn gia cầm, thức ăn vật nuôi (thức ăn cho chó, mèo), thức ăn thủy sản chứa thành phần có nguồn gốc từ động vật.
- Bột cá, dầu cá, mỡ cá, dầu nhuyễn thể, bột tôm, bột sò và các sản phẩm từ thủy sản khác dùng làm nguyên liệu để chế biến thức ăn chăn nuôi cho gia súc, gia cầm.
- Vỏ: vỏ sò, vỏ nghiêu, vỏ ốc.
- Dược liệu có nguồn gốc động vật: nọc rắn, nọc ong, vẩy, cao động vật, chất tiết, men tiêu hoá và các loại dược liệu khác có nguồn gốc động vật.
- Da động vật ở dạng: tươi, khô, sấy khô, ướp muối, hun khói
- Da lông (thuộc da), thú nhồi bông của các loài động vật: thỏ, dê
- Lông mao: lông đuôi ngựa, lông đuôi bò, lông lợn, lông cừu và lông của các loài động vật khác.
- Lông vũ: lông gà, lông vịt, lông ngỗng, lông công và lông của các loài chim khác.
- Răng (răng nanh, nanh), sừng, móng (vuốt), ngà, xương của động vật (xương để làm cao).
- Yến sào (nước bọt của chim yến).
- Mật ong, sữa ong chúa, sáp ong, keo ong.
- Kén tằm, tơ tằm sơ chế, phế liệu tơ tằm.
- Bệnh phẩm
- Nguyên liệu chế tạo mỹ phẩm như rệp son, vảy cá trong son môi cổ đại.

## Quan điểm

### Tàng trữ
Ở Việt Nam trước đây, hành vi tàng trữ trái phép bộ phận cơ thể hoặc sản phẩm của loài động vật hoang dã thuộc danh mục loài nguy cấp, quý, hiếm được ưu tiên bảo vệ chỉ bị xử phạt hành chính do đó có đề nghị nên hình sự hóa việc tàng trữ xác động vật bởi lẽ trước khi mua bán, vận chuyển bao giờ cũng phải có hành vi tàng trữ. Nhiều vụ tàng trữ xác động vật quý, hiếm với số lượng lớn đã bị phát hiện nhưng không thể xử lý hình sự Quy định mới đã hình sự hóa hành vi tàng trữ cá thể (đã chết), bộ phận cơ thể hoặc sản phẩm của loài động vật nguy cấp, quý, hiếm. Điều luật cụ thể hóa các tình tiết định tính như "gây hậu quả rất nghiêm trọng", "gây hậu quả đặc biệt nghiêm trọng", quy định cụ thể số lượng cá thể, trọng lượng bộ phận cơ thể một số loài phù hợp với từng khung hình phạt.

### Phản đối

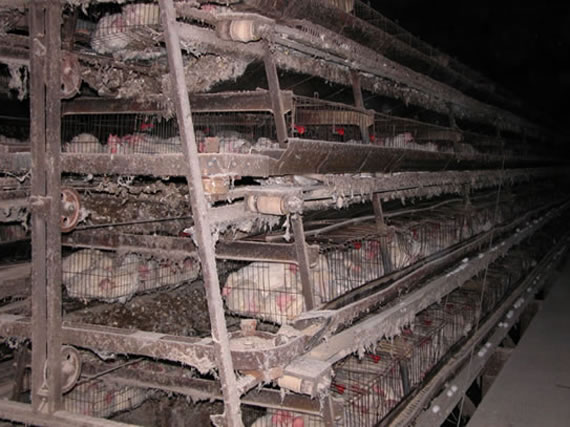
Phương pháp của các nhà máy chăn nuôi hiện được cho là một phương pháp vô đạo đức đối với hầu hết vegan.

Giống như những người ăn chay, những người thuần chay cũng không ăn thịt (bao gồm thịt bò, thịt lợn, thịt gà, thịt chim, thịt thú săn/thịt rừng, hải sản). Chế độ ăn chay hoàn toàn loại trừ trứng và các sản phẩm từ sữa động vật. Những người thuần chay yêu động vật kiêng những sản phẩm này bởi vì họ lo rằng việc sản xuất những sản phẩm này gây ra việc động vật phải chịu đựng đau đớn và chết non. Trong quá trình sản xuất trứng, hầu hết gà con giống trống bị tiêu hủy chỉ vì chúng không thể đẻ trứng. Để lấy sữa từ bò, những con bò cái bị ép mang thai để có thể cho ra sữa, chúng bị bắt mang thai suốt khoảng 3 đến 7 năm cho đến khi chúng bị giết. Bò con giống cái bị chia rẽ với mẹ chúng trong vòng 24 giờ sau khi ra đời, được cho uống sữa thay sữa mẹ để chúng có thể tiết sữa cho con người tiêu thụ. Hầu hết bò con giống đực sẽ bị giết ngay sau khi sinh, và bị đem đi làm thịt.

## Góc độ ăn chay
Logo Hoa Hướng Dương của Hiệu Hội Vegan Anh Quốc và Logo Thỏ của PETA có nghĩa là sản phẩm đó thân thiện với Vegan, sản phẩm này không được thử trên dộng vật. Logo Thỏ Nhảy cho biết rằng sản phẩm này không thử trên động vật, nhưng có thể nó không thân thiện với Vegan. Hiệu Hội Vegan đặt tiêu chuẩn cho một sản phẩm để được đánh giá thân thiện với vegan là sản phẩm này không có sản phẩm từ động vật, và những nguyên liệu và thành phẩm cuối của sản phẩm này không được phép thử trên động vật bởi nhà sản xuất hoặc bởi bất kỳ ai có quyền sản xuất.
Trên trang web của hiệp hội có một danh sách những sản phẩm đã chứng nhận Vegan (thuần chay), cũng như danh sách Choose Cruelty Free của Úc(CCF). Hiệp Hội Vegan Anh Quốc sẽ chứng nhận một sản phẩm chỉ khi sản phẩm đó hạn chế sử dụng động vật đến mức xa nhất có thể và thực tiễn, như việc thử trên động vật, nhưng họ thừa nhận rằng có những lúc sẽ không thể không sử dụng động vật, một vấn đề được chú ý vào năm 2016 khi Vương Quốc Anh cho ra mắt hộp mỡ giá 5 bảng.

### Sản phẩm dân sinh
Nhiều mặt hàng quần áo được làm từ động vật như lụa, len (các loại len cừu khác), lông thú, ngọc trai, phẩm nhuộm có nguồn là động vật, da, da rắn, hoặc các loại sản phẩm da khác và các loại sản phẩm từ động vật khác. Trong khi một người theo chế độ thuần chay có lẽ sẽ sử dụng sản phẩm từ động vật là quần áo, xà phòng, và những thứ tương tự, thì Chủ nghĩa thuần chay yêu động vật không chỉ chay hoàn toàn ở mặt ăn uống mà còn cả mặt trang phục và từ chối việc động vật bị biến thành hàng hóa nói chung.
Hầu hết đồ da được làm từ da bò. Một số vegan coi rằng việc mua đồ da, đặc biệt đồ da bò, là đang hỗ trợ tài chính cho ngành công nghiệp thịt. Những vegan có thể sẽ mặc đồ và sử dụng những phụ kiện dược làm từ nguồn gốc không-có-động-vật như cây gai, vải lanh, cotton, canvas, polyester, da nhân tạo (pleather), cao su và nhựa. Những sản phẩm thay thế da có thể làm từ những nguyên liệu như cork, piña(từ dứa), xương rồng, và da nấm. Một số trang phục cho vegan, đặc biệt sản phẩm thay thế da, được làm từ petroleum, nên đã bị chỉ trích vì quá trình sản xuất chất này gây hại cho môi trường.
Những người theo chủ nghĩa thuần chay (Vegan) sẽ thay thế sản phẩm chăm sóc bản thân hay dọn dẹp nhà cửa thân thiện với vegan ví dụ như chỉ nha khoa được làm từ sợi tre. Những nguyên liệu từ động vật có mặt ở khắp mọi nơi bởi vì chúng khá rẻ. Sau khi động vật bị thịt, phần còn thừa được đưa vào quá trình tái chế và một số nguyên liệu đó, đặc biệt là mỡ, được sử dụng để làm xà phòng. Những nguyên liệu từ đông vật thông thường gồm có: Mỡ trong xà phòng; glycerine làm từ collagen, được sử dụng như thành phần giữ ẩm và mượt trong rất nhiều sản phẩm chăm sóc tóc, dưỡng ẩm, bọt cạo râu, xà phòng, kem đánh răng;
Sản phẩm Ianolin từ lông cừu thường tìm thấy trong son môi và dưỡng ẩm; axit stearic là một nguyên liệu thường thấy trong kem rửa mặt, bọt cạo râu và xà phòng, (dưới dạng glycenrine, có thể làm ra từ cây, nhưng chúng thường được làm từ động vật); Axit lactic, một axit alpha-hydroxy được chế biến từ sữa động vật, được sử dụng để dưỡng ẩm; allantoin-từ cây comfrey hay nước đái bò- được tìm thấy trong xà phòng, dưỡng ẩm và kem đánh răng; và carmine từ côn trùng, ví dụ như rệp son giống cái, được sử dụng trong thức ăn và mỹ phẩm để có màu đỏ và màu hồng. Beauty Without Cruelty (Đẹp Nhưng Không Tàn Nhẫn), được thành lập như một quỹ từ thiện vào năm 1959, là một trong những nhà sản xuất và đánh giá những sản phẩm chăm sóc không có nguồn gốc từ động vật.

### Các sản phẩm khác
Sản phẩm từ côn trùng: Những nhóm vegan khác nhau bất đồng thuận về sản phẩm từ côn trùng. Cả Hiệp Hội Vegan và Hiệp Hội Vegan Hoa Kỳ đều không cho rằng, mật ong, lụa, và những sản phẩm từ côn trung khác là phù hợp cho vegan sử dụng. Một số vegan tin rằng việc lạm dụng sức lao động của ong và thu hoạch nguồn năng lượng của chúng là bất nhân, và những quy trình nuôi ong thương mại có thể làm tổn thương và thậm chí giết chết ong. Sản phẩm từ côn trùng có thể được định nghĩa rộng hơn, bởi vì những con ong nuôi thương mại đó được sử dụng để thụ phấn cho hơn 100 loại rau củ khác nhau.
Những sản phẩm khác liên quan đến sản phẩm động vật như: Một lo lắng lớn là về thuốc thang, vì thường được thử lâm sàng trên động vật để đảm bảo hiệu quả và an toàn, và có thể sẽ có nguyên liệu từ động vật, chẳng hạn như lactose, gelatine, hoặc stearates. Có lẽ sẽ không có thay thế nào khác cho những loại thuốc theo đơn này hoặc những loại thuốc thay thế này không phù hợp, ít hiệu quả hơn, hoăc có nhiều tác dụng phụ hơn. Thí nghiệm trên động vật cũng được sử dụng để đánh giá độ an toàn của vắc xin, phụ gia, mỹ phẩm, sản phẩm dọn dẹp nhà cửa, chất hóa học làm việc, và nhiều thứ khác.
Những Vegan có thể tránh sử dụng một số loại vắc xin; ví dụ như vắc xin cúm, thường được nuôi trong trứng gà. Một loại thay thế cho vắc xin này có hiệu quả tương đương là, Flublok, có mặt rộng rãi trên đất Hoa Kỳ. Hoa quả và rau củ, kể cả từ những nông trại hữu cơ (organic), thường sử dụng phân của động vật để làm phân bón. Loại phân này có thể được mua từ những trại chăn nuôi công nghiệp và có lẽ sẽ liên quan đến vấn đề đạo đức của Người thuần chay hoặc vấn đề môi trường. "Những người theo Chủ nghĩa thuần chay" chỉ sử dụng rau củ được trồng với phân trộn.
Thức ăn cho thú nuôi cũng là một vấn đề. Bởi vì những tổn hại mà thức ăn cho thú nuôi được làm từ động vật gây ra cho môi trường và những vegan đòi hỏi tính nhân đạo, một số vegan mở rộng triết lý sống của họ vào cả chế độ ăn của thú nuôi. Điều này hoàn toàn là sự thật đối với chó và mèo, bởi vì thức ăn cho thú nuôi thân thiện với những người ăn chay cũng đầy đủ chất dinh dưỡng và có mặt rông rãi, chẳng hạn như là Vegepet. Việc áp dụng chế độ ăn chay hoàn toàn cho cả thú nuôi này đã găp phải chỉ trích và một số lo ngại, đặc biệt chế độ ăn chay hoàn toàn cho mèo bởi vì chúng là động vật ăn thịt. Chế độ ăn chay hoàn toàn cho thú nuôi là dinh dưỡng đầy đủ so với chế độ ăn xoay quanh thịt cho chó và mèo. Một nghiên cứu vào năm 2015 chỉ ra rằng 6 trong 24 thương hiệu thức ăn thú nuôi thân thiện vegan không đạt điều kiện về nhãn dán cho việc đầy đủ amino acid của Association of American Feed Control Officials (AAFCO).